# Тувалу на Летњим олимпијским играма 2008.
Тувалу је учешће на Летњим олимпијским играма 2008. представљало први наступ ове земље на олимпијским играма откако су 2007. године примљени у МОК. Захтев је био предат 2004. године, када је основан Национални олимпијски комитет у те сврхе. На Олимпијским играма у Пекингу 2008. поред Тувалуа дебитанти су били и Маршалска Острва и Црна Гора.
Тувалу је на Олимпијским играма у Пекингу 2008. учествовала са 3 три такмичара (1 жена и 2 мушкарца) у 2 појединачна спорта.
Заставу Тувалуа на свечаном отварању Летњих олимпијских игара 2008. носио је дизач тегова Логона Есау.
Екипа Тувалуа није освојила ниједну медаљу.

## Учесници по спортовима
| Спорт         | Мушкарци | Жене | Укупно |
| ------------- | -------- | ---- | ------ |
| Атлетика      | 1        | 1    | 2      |
| Дизање тегова | 1        | 0    | 1      |
| Укупно (2)    | 2        | 1    | 3      |

| Спорт    | Дисциплина | Муш. /Жене | Резултат | Спортиста       |
| -------- | ---------- | ---------- | -------- | --------------- |
| Атлетика | 100 м      | Ж          | 14,05    | Асенате Маноа   |
| Атлетика | 100 м      | М          | 11,48    | Окилани Тинилау |

## Резултати по спортовима

### Атлетика
Мушкарци
| Атлетичар Лични рекорд | Дисциплина | Квалификације | Квалификације | Групе            | Групе            | Полуфинале       | Полуфинале       | Финале           | Финале  | Детаљи |
| Атлетичар Лични рекорд | Дисциплина | Резултат      | Пласман       | Резултат         | Пласман          | Резултат         | Пласман          | Резултат         | Пласман | Детаљи |
| ---------------------- | ---------- | ------------- | ------------- | ---------------- | ---------------- | ---------------- | ---------------- | ---------------- | ------- | ------ |
| Окилани Тинилау        | 100 м      | 11,48 НР      | 8 у гр 10     | Није се пласирао | Није се пласирао | Није се пласирао | Није се пласирао | Није се пласирао | 77/80   |        |

Жене
| Атлетичар Лични рекорд | Дисциплина | Квалификације | Квалификације | Групе             | Групе             | Полуфинале        | Полуфинале        | Финале            | Финале  | Детаљи |
| Атлетичар Лични рекорд | Дисциплина | Резултат      | Пласман       | Резултат          | Пласман           | Резултат          | Пласман           | Резултат          | Пласман | Детаљи |
| ---------------------- | ---------- | ------------- | ------------- | ----------------- | ----------------- | ----------------- | ----------------- | ----------------- | ------- | ------ |
| Асенате Маноа          | 100 м      | 14,05 НР      | 8 у гр. 2     | Није се пласирала | Није се пласирала | Није се пласирала | Није се пласирала | Није се пласирала | 83 / 85 |        |

### Дизање тегова
Мушкарци
| Текмичар    | Дисциплина | Трзај    | Трзај   | Избачај  | Избачај | Укупно | Пласман     | Детаљи |
| Текмичар    | Дисциплина | Резултат | Пласман | Резултат | Пласман | Укупно | Пласман     | Детаљи |
| ----------- | ---------- | -------- | ------- | -------- | ------- | ------ | ----------- | ------ |
| Логона Есау | -69 кг     | 110      | 29      | 144      | 23      | 254    | 23/ 24 (30) |        |